# Nicolas Perrenot de Granvelle
 (juin 2013).
Nicolas Perrenot de Granvelle, né en 1486 à Ornans (alors dans le comté de Bourgogne) et mort le 27 août 1550 à Augsbourg, fut au XVIe siècle, chancelier et garde des Sceaux du Saint-Empire, premier conseiller et homme de confiance franc-comtois de l'empereur Charles Quint, comte souverain de Bourgogne et  suzerain de la ville impériale de Besançon.
Il fit construire le palais Granvelle à Besançon. Grand amateur d’œuvres d'art et de livres précieux il réunit dans ses palais une prestigieuse collection qui fut augmentée par son fils le cardinal et homme politique Antoine Perrenot de Granvelle (1517-1586).

## Historique

### Origine familiale et formation
La famille Perrenot est issue du milieu rural de la vallée de la Loue, en Franche-Comté, et descendait d'un dénommé Nicolas Perrenot, venu du village d'Ouhans, qui acheta son affranchissement et s'installa dans la petite ville voisine d'Ornans en 1391, en tant qu'artisan forgeron. Au XVe siècle, la famille Perrenot intègre la bourgeoisie d'Ornans, avec la charge de notaire, et s'allie à la petite noblesse locale.
Nicolas est le fils de Pierre Perrenot (mort en 1537), notaire à Ornans, et d'Étiennette Philibert (morte en 1540), fille de Pierre Philibert, écuyer d'Ornans. 
En 1504, son père l'envoie à l’université de Dole, dont la ville est alors capitale du comté de Bourgogne, pour suivre des études d'avocat. Il fait sa formation auprès de Mercurino Gattinara ainsi qu'Antoine de Baumotte et fait connaissance avec Antoine Ier de Vergy, archevêque de Besançon et premier employeur de Nicolas.

### Avocat et conseiller du parlement du comté de Bourgogne

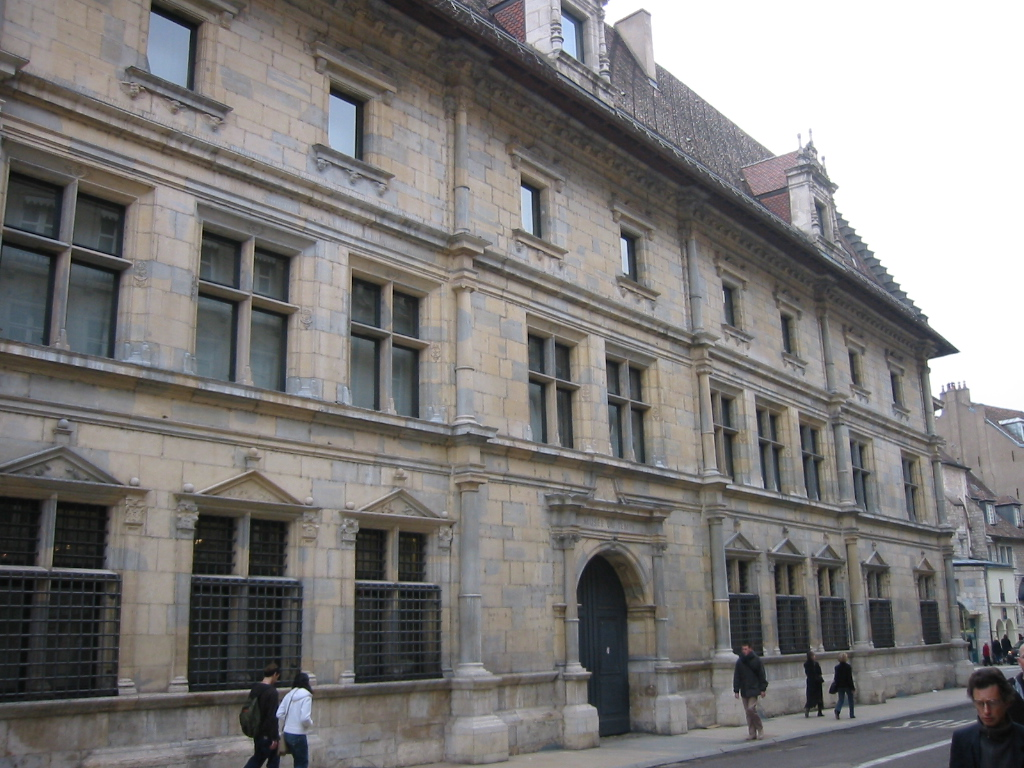
Palais Granvelle et Musée du Temps de Besançon

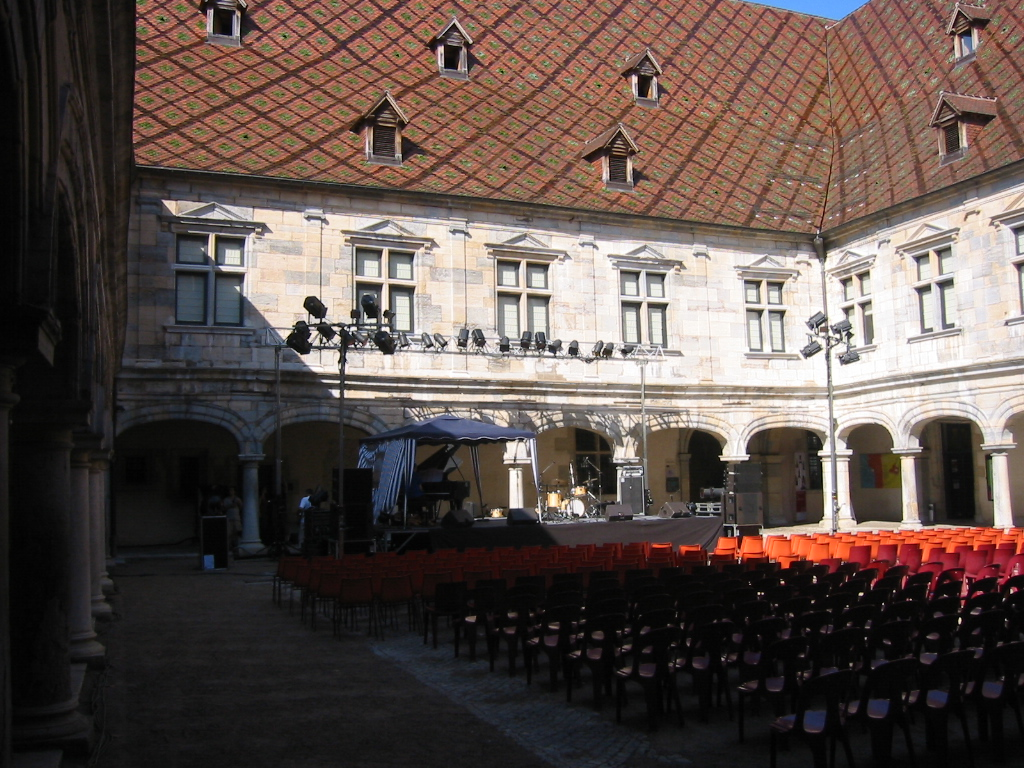
Cour intérieure du Palais Granvelle.

En 1511, Nicolas Perrenot devient avocat au service de l'archevêque de Besançon. C'est à cette période qu'il entre intimement en contact avec l'élite bisontine et notamment la famille Bonvalot, qui compte un co-gouverneur de Besançon. Il s'agit de Jacques Bonvalot, dont Nicolas épouse la fille, Nicole Bonvalot, en 1513. Leur premier enfant Antoine (mort jeune), né en 1514, a pour parrain Antoine Ier de Vergy, l'archevêque lui-même.
Les liens que Nicolas entretient avec la famille de Vergy, alors une, si ce n'est la, plus influente famille du comté de Bourgogne, lui permettent d'attirer l'attention de Marguerite d'Autriche, tante de Charles Quint, mais surtout gouvernante des Pays-Bas et de Bourgogne (comté). Ce n'est d'ailleurs pas le seul élément qui joue dans ce sens. En effet, Mercurino Gattinara, qui a gardé un très bon souvenir de son élève recommande ce dernier à la gouvernante, notamment pour le placer au parlement de Dole.
En 1518, Nicolas Perrenot est donc nommé conseiller au parlement du comté de Bourgogne, par Marguerite d'Autriche.

### Homme de confiance de l'empereur Charles Quint
En 1519, à l'âge de 19 ans, Charles Quint est élu empereur. C'est à ce moment, que les soutiens de Nicolas, Mercurino Gattinara et Marguerite d'Autriche, respectivement grand chancelier et tante de l'empereur, recommande le comtois au poste de maître des requêtes au conseil des Pays-Bas. Il obtient la charge, qui lui permet progressivement de faire son entrée au conseil privé de l'empereur.
Nicolas Perrenot de Granvelle devient vite son très proche homme de confiance, l'empereur le surnomme son « lit de repos ». Il est fait chancelier, ce qui va contribuer à lui faire acquérir une immense fortune familiale et lui donner tous les pouvoirs, au nom de l'empereur, dans le comté de Bourgogne. Ses fils et gendres (famille Granvelle) vont occuper les meilleures places du comté et à la cour impériale.
En 1527, il acquiert la seigneurie de Grandvelle dans le bailliage d'Amont (assimilable à l'actuelle Haute-Saône). Son patronyme évolue en Perrenot de Granvelle.

### Garde des sceaux de l'empereur Charles Quint
En 1532, il devient garde des Sceaux de Charles Quint à l'âge de 48 ans.
Entre 1534 et 1547, son statut et sa fortune lui permettent de faire bâtir son propre palais dans la grande rue à Besançon, le somptueux palais Granvelle qui introduit dans la ville l'architecture de la Renaissance. Ce palais (aujourd'hui le musée du Temps de Besançon) devient le symbole de son prodigieux pouvoir, réussite, fortune, prestige, ascension sociale personnelle et familiale. Ainsi, le 6 novembre 1549, au prix de 62 800 livres de Flandre, il acquiert la seigneurie de Renaix dont Christophore de Roggendorf en était, par héritage, le seigneur depuis 1526. En fait, en 1548, le Conseil privé des Pays-Bas avait déclaré exécutoire la sentence de bannissement perpétuel, de dégradation et de confiscation mobilière et immobilière portée contre ce dernier le 6 mai 1547 pour crime de lèse-majesté - crime très douteux - contre Charles Quint. Granvelle devint dès lors seigneur de Renaix mais mourut quelques mois plus tard sans jamais s’y être rendu. Sa femme, Nicole Bonvalot, fut la Dame de Renaix jusqu'à son décès en 1570.

### Succession de son fils Antoine Perrenot de Granvelle
Nicolas prépare son fils aîné Antoine Perrenot de Granvelle à sa succession : il sera le premier archevêque de l'archidiocèse de Malines, puis cardinal auprès des papes (cardinal de Granvelle), diplomate, conseiller d'État de l'empereur Charles Quint puis de son fils le roi Philippe II d'Espagne, premier ministre des Pays-Bas et vice-roi de Naples.

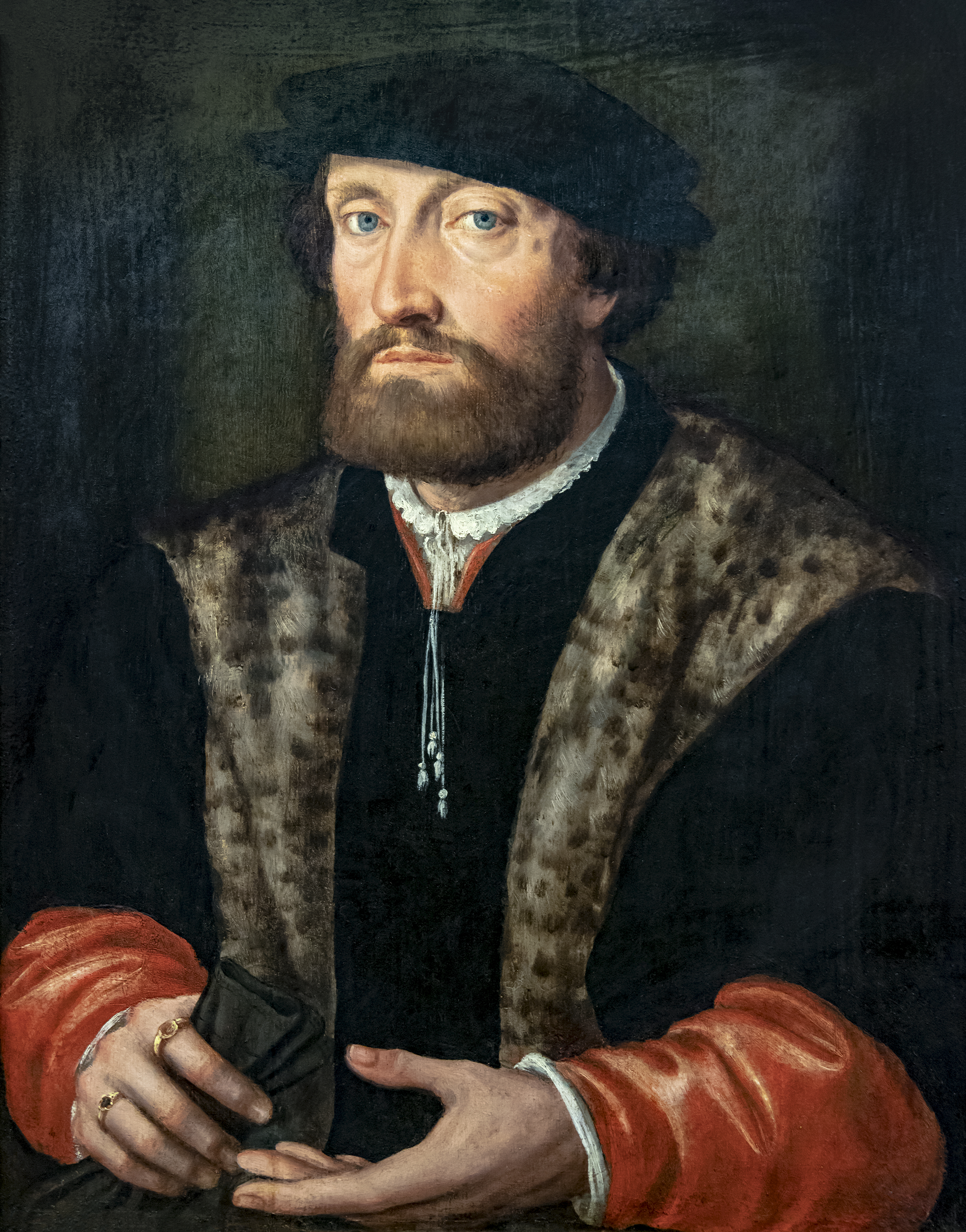
Portrait de son fils Antoine Perrenot de Granvelle par Frans Floris.

Nicolas Perrenot de Granvelle meurt le 27 août 1550, à l'âge de 64 ans, à Augsbourg, où il était venu, bien que très fatigué, à la demande de Charles Quint.
En deux générations, la famille Perrenot de Granvelle, passe de la situation de notaires et juges au bailliage d'Ornans à celle d'une des plus puissantes et plus riches du comté de Bourgogne et de Besançon. Le palais Granvelle à Besançon construit entre 1534 et 1547 pour Nicolas Perrenot de Granvelle est le symbole de sa prodigieuse réussite et de son ascension sociale.

## Famille
En 1513, Nicolas Perrenot de Granvelle épouse Nicole Bonvalot. Elle est la fille de Jacques Bonvalot, magistrat co-gouverneur de Besançon, et Marguerite Merceret. Elle est également la sœur de François Bonvalot, abbé de Luxeuil et de Saint Vincent de Besançon. Elle a quinze enfants, parmi lesquels onze survivront :
- Antoine, né le 22 mai 1514, mort jeune.
- Jeanne, née le 2 septembre 1515, morte jeune.
- Marguerite, née le 16 juillet 1516, mariée avec Léonard de Grammont, gruyer de Bourgogne, puis Jean d'Achey, baron de Thoraise.
- Antoine, né le 26 août 1517, le cardinal de Granvelle et archevêque de Malines.

- Etiennette, née le 24 mars 1518, mariée avec Guyon Mouchet, seigneur de Château-Rouillaud.
- Henriette, née le 18 mars 1519, mariée avec Claude le Blanc, seigneur d'Ollans, gruyer de Bourgogne, capitaine des gardes de son Altesse Royale le duc de Lorraine.
- Thomas, né le 9 juin 1521, marié avec Hélène de Bréderode, fille de Renaud III de Brederode
- Jacqueline, née le 28 novembre 1522, décédée en bas âge.
- Jérôme, né le 14 mai 1524, seigneur de Champagney, gentilhomme de la bouche du Roi Catholique, surintendant de Flandre, mort sans alliance en 1554, d'une blessure reçue devant Montreuil.
- Marguerite, née le 20 octobre 1525, à Malines, épouse d'Antoine de Laubépin, baron de l'Aigle, puis Ferdinand de Lannoy, duc de Boyanne.
- Anne, née en janvier 1526 (1527 ?), à Malines, épouse de Marc de Beaujeu, gruyer de Bourgogne, seigneur de Montot.
- Laurence, née le 3 mars 1528 à Besançon, mariée avec Claude de Chalant, baron de Verjon, puis Pierre de Montluel[9], seigneur de Châteaufort et de Corcelles, bailli de Bugey.
- Françoise, née le 9 janvier 1531, à Bruxelles (jumelle), morte en bas âge.
- Charles, né le 9 janvier 1531 à Bruxelles (jumeau), protonotaire, chanoine archidiacre de la métropolitaine de Besançon, abbé du Parc en Sicile et de l'abbaye Notre-Dame de Faverney au comté de Bourgogne.
- Frédéric, né le 2 avril 1536, à Barcelone, seigneur de Champagney en succession de son frère Jérôme, seigneur de Renaix, gouverneur d'Anvers et conseiller au conseil d'État pour le roi Philippe II d'Espagne, marié à Constance de Berchem. Banni des Pays-Bas, il meurt à Dole en 1602.

Il décède le 27 août 1550 à  Augsbourg, et son épouse en 1570 à Besançon.

## Hommage
Une rue et une promenade de Besançon portent son nom.